# Kepler (krater księżycowy)
Kepler (Keplerus) – uderzeniowy krater księżycowy, znajdujący się pomiędzy Oceanus Procellarum na zachodzie i Mare Insularum na wschodzie. Na południowym wschodzie od krateru leży krater Encke. Średnica krateru wynosi około 32 kilometrów, a jego głębokość oceniana jest na ok. 2600 metrów.

## Satelickie kratery
| Kepler | Szerokość | Długość | Średnica |
| ------ | --------- | ------- | -------- |
| A      | 7,2° N    | 36,1° W | 11 km    |
| B      | 7,8° N    | 35,3° W | 7 km     |
| C      | 10,0° N   | 41,8° W | 11 km    |
| D      | 7,4° N    | 41,9° W | 10 km    |
| E      | 7,4° N    | 43,9° W | 6 km     |
| F      | 8,3° N    | 39,0° W | 7 km     |
| P      | 12,2° N   | 34,0° W | 4 km     |
| T      | 9,0° N    | 34,6° W | 3 km     |